# 兀颜拨鲁欢
兀颜拨鲁欢（？—1348年），兀颜氏，元朝反元起事军领袖，辽阳行中书省（治今辽宁省辽阳市）人。
兀颜拨鲁欢是生活在辽阳的女真人。元顺帝至正八年（1348年）三月辛酉，兀颜拨鲁欢自称受到玉帝符文，聚众反元作乱。他说自己是大金王朝皇族完颜氏子孙，当时还有锁火奴也自称金朝之后作乱。被官军讨伐斩杀。